# Nardostachys jatamansi
Nardostachys jatamansi là một loài thực vật có hoa trong họ Kim ngân. Loài này được (D. Don) DC. mô tả khoa học đầu tiên năm 1830.

## Hình ảnh

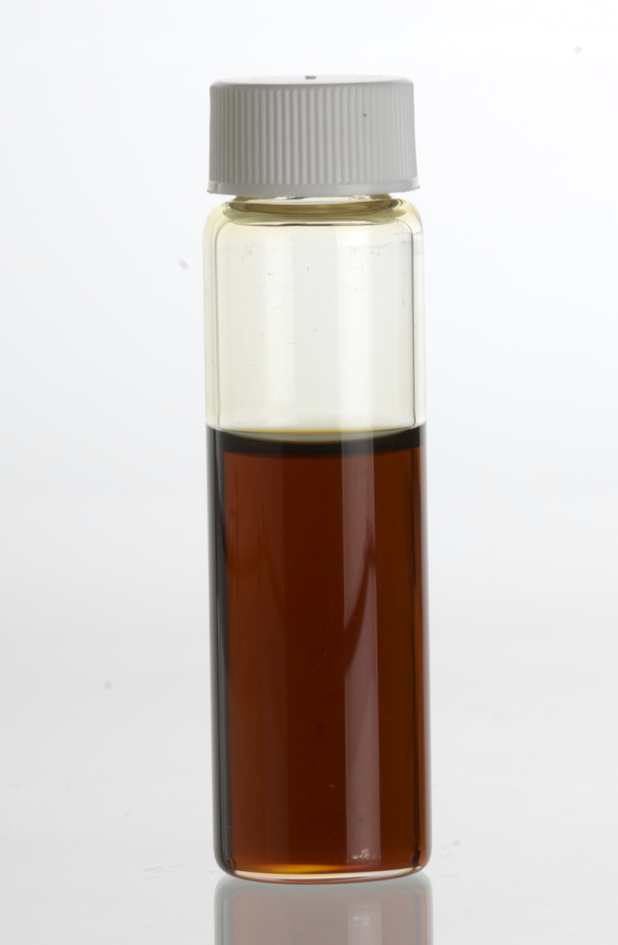